# Araneus morulus
Araneus morulus är en spindelart som först beskrevs av Tamerlan Thorell 1898. Araneus morulus ingår i släktet Araneus och familjen hjulspindlar.
Artens utbredningsområde är Myanmar. Inga underarter finns listade i Catalogue of Life.